# 胸形赤麻呂
胸形 赤麻呂（むなかた の あかまろ、生没年不詳）は、奈良時代の官人・解工。氏は宗形とも記される。姓は朝臣。位階は外正五位上。

## 経歴
養老5年（721年）元正天皇の詔により、解工（工匠土木の技術）に優れる者として褒賞され、賈受君らとともに絁10疋・絹糸10絇・麻布20端・鍬20口を賜与されている。胸形氏には大陸との交通に関与したものが多く、この場合の赤麻呂も船舶関係の工匠であったものと見られる。なお、この時に選ばれた人物は、『藤氏家伝』下に神亀年間（724年 - 729年）の学芸の士として列挙されたものが多く、皇太子・首皇子（のちの聖武天皇）の教育に資するため、文芸や学術に優れた者を選出したものと見られる。
聖武朝の天平12年（740年）正月に外従五位下に昇叙される。次いで同年に発生した藤原広嗣の乱終結後の11月に、聖武天皇の東国行幸へ陪従していた者に対して叙位が行われた際、赤麻呂は外従五位上に昇進している。天平17年（745年）外正五位上に至る。

## 官歴
『続日本紀』による。
- 時期不詳：正七位下
- 養老5年（721年） 正月27日：賜絁10疋・絹糸10絇・麻布20端・鍬20口
- 時期不詳：正六位上
- 天平12年（740年） 正月13日：外従五位下。11月21日：外従五位上
- 天平17年（745年） 正月7日：外正五位上

## 系譜
- 父：宗形横根[4]
- 母：不詳
- 生母不詳の子女
  - 男子：宗形豊足[4]
  - 男子：宗形田次麻呂[4]
  - 男子：宗形綱人[4]